# سامانتا (رمان)
سامانتا (با نام اصلی: She's Not There) یک رمان مهیج نوشتهٔ جوی فیلدینگ محصول سال ۲۰۱۶ است.